# Scleropyrum pentandrum
Scleropyrum pentandrum är en sandelträdsväxtart som först beskrevs av August Wilhelm Dennstedt, och fick sitt nu gällande namn av D.J. Mabberley. Scleropyrum pentandrum ingår i släktet Scleropyrum och familjen sandelträdsväxter. Inga underarter finns listade i Catalogue of Life.